# Noche de la Roa
La Noche de la Roa (Nit de la Roà en valenciano) se celebra en Elche (Comunidad Valenciana, España) la noche y madrugada comprendida entre el 14 y el 15 de agosto, en la cual se produce la tradicional procesión en honor a la Virgen de la Asunción, patrona de la ciudad. En esta ceremonia, miles de ilicitanos recorren las calles del casco antiguo de la ciudad, portando un cirio encendido en sus manos hasta altas horas de la madrugada.
Por otro lado, se conoce la Roà como las celebraciones festivas que se realizan también en esa misma noche en Elche, en donde se instalan numerosas verbenas, barracas y espectáculos musicales, muy concurridos por decenas de miles de ilicitanos y visitantes de la ciudad.
- Datos: Q9050258